# Аритмия (филм)
„Аритмия“ е български игрален филм (драма) от 1992 година, по сценарий и режисура на Иван Балевски. Оператор е Андрей Чертов. Художници са Анастас Янакиев и    Александър Паскалев.

## Актьорски състав
- Христо Гърбов – Филип
- Александър Трифонов – Жоро
- Катя Паскалева – майката на Филип
- Параскева Джукелова – англичанката
- Пламен Сираков – следователят
- Елена Маркова
- Ани Вълчанова

Участват още:
- Жана Караиванова
- Васил Димитров – директорът
- Никола Рударов – бай Живко
- Радослав Блажев
- Добри Добрев
- Живко Гарванов
- Пламен Дончев
- Иван Несторов
- Пламен Масларов
- Иван Къчев
- Йордан Спиров
- Николай Вълчинов
- инж. Стефан Петров
- Огнян Купенов
- Владимир Андреев
- Пламен Маджаров
- Елена Ковачева
- Антония Драгова
- Георги Кодов
- Фани Кошницка
- Лилия Лазарова
- Наталия Момчилова
- Иван Абаджиев

и др.